# Robert Walter McElroy
Robert Walter McElroy (San Francisco, 5 de febrer de 1954) és un prelat catòlic nord-americà que va ser elevat al cardenalat pel papa Francesc el 2022 i també va ser nomenat arquebisbe de Washington el 2025. Ha estat bisbe de San Diego des del 2015 fins que sigui arquebisbe de Washington, a partir de l'11 de març de 2025.
McElroy va ser ordenat sacerdot per a l' arxidiòcesi de San Francisco el 1980. Més tard va rebre els graus teològics superiors a la Universitat de Santa Clara i a la Pontifícia Universitat Gregoriana i ha escrit articles per a la revista jesuïta America.